# Hemidactylus awashensis
Espèce
Hemidactylus awashensis est une espèce de geckos de la famille des Gekkonidae.

## Répartition
Cette espèce est endémique d'Éthiopie. Elle se rencontre vers Metehara.

## Description
Les mâles mesurent de 45,3 à 54,8 mm de longueur standard et les femelles de 38,5 à 52,4 mm.

## Étymologie
Son nom d'espèce, composé de awash et du suffixe latin -ensis, « qui vit dans, qui habite », lui a été donné en référence au lieu de sa découverte, le parc national d'Awash.

## Publication originale
- Šmíd, Moravec, Kratochvíl, Nasher, Mazuch, Gvoždík & Carranza, 2015 : Multilocus phylogeny and taxonomic revision of the Hemidactylus robustus species group (Reptilia, Gekkonidae) with descriptions of three new species from Yemen and Ethiopia. Systematics and Biodiversity, vol. 13, no 4, p. 346-368.